# Morawscy Chorwaci

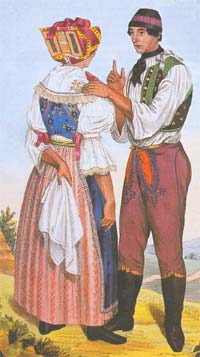
„Lidé z okolí Mikulova” – koloryzowana litografia Wilhelma Horna przedstawiająca morawskich Chorwatów w strojach ludowych, Brno 1837

Morawscy Chorwaci (chorwackie Moravski Hrvati, czeskie Moravští Chorvati lub Moravští Charváti) – grupa etniczna, która w XVI i XVII wieku osiedliła się w południowych Morawach (podobnie jak i inni Chorwaci z Austrii, Węgier i obecnej Słowacji). Stali się oni najbardziej na północ wysuniętą chorwacką  diasporą w Europie. Obecnie ich liczbę szacuje się według spisów ludności na od 850 osób do ok. 1500 (1585, według spisu z 2001), jednak tylko ok. 150 posługuje się dialektem czakawskim.

## Historia
Współcześni burgenlandzcy i morawscy Chorwaci to potomkowie Słowian przybyłych z terenów Chorwacji, Slawonii, Dalmacji oraz północnej Bośni na początku XVI wieku. Przyczyny chorwackiego uchodźstwa były wielorakie. Przede wszystkim ciągłe niepokoje na Bałkanach, spowodowane głównie ekspansją Turków Osmańskich na obszarze całego Półwyspu Bałkańskiego.
Miejscowa ludność, zagrożona ze strony Turków, salwowała się ucieczką w kilku kierunkach: pierwszy prowadził poprzez wyspy i morze na Półwysep Apeniński, drugi wzdłuż chorwackiego wybrzeża do Istrii i Friuli, natomiast trzeci poprzez rzeki Kupę i Sutlę na tereny Słowenii, a ostatni, północno-zachodni kierunek, przez Murę i Drawę,  poprowadził Chorwatów do zachodnich Węgier oraz do Dolnej Austrii, Słowacji i Moraw.
Chorwaci osiedlili się w pobliżu Mikulova, a w zasadzie zostali tam osiedleni przez styryjskiego hrabiego Christofa von Teuffenbacha, ale naturalną konsekwencją asymilacji (czasami po Chorwatach pozostała tylko nazwa miejscowa, jak Charvátská Ves) jest to, że na początku XX stulecia pozostały tylko 3 etnicznie chorwackie miejscowości: Nový Přerov, Dobré Pole i największa z nich Jevišovka (dawny Frélichov, później Charvátská, gdzie w 1930 roku stanowili 74% ludności). Według czechosłowackiego spisu powszechnego w 1921 roku było ich 1682. Ze względu na czeskie i niemieckie sąsiedztwo Chorwaci byli w zasadzie trójjęzyczni (już od 1860 roku widać też było modę na zniemczanie imion i nazwisk, i tak Vuk stawał się Wolfem, a np. Malinar Mülerem.
Rząd czechosłowacki po roku 1918 zachowywał się wrogo wobec Chorwatów i próbował ich zasymilować. Po traktacie monachijskim, kiedy tereny przez nich zamieszkałe zostały zgarnięte przez III Rzeszę, czeska asymilacja została zastąpiona przez niemiecką, Chorwaci automatycznie otrzymali obywatelstwo niemieckie, ale też i powołania do Wehrmachtu.
Po wojnie Chorwaci powrócili na Morawy, ale niemal od początku byli niemile widziani przez czechosłowackich komunistów. W wyborach w 1946 roku większość głosowała na Czechosłowacką Partię Ludową, w zamian komuniści wysyłali do chorwackich wsi komanda celem ich zastraszenia. Wkrótce,  pomimo przynajmniej formalnego prokomunistycznego nastawienia, Chorwaci zostali napiętnowani jako współpracujący z Niemcami, a następnie jako współpracujący z Tito. 11 czerwca 1948 Morawsko-Śląski Krajowy Komitet Narodowy (Moravskoslezský Zemský národní výbor) zdecydował się na rozproszenie (przypominające, choć na mniejszą skalę Akcję Wisła) ludności chorwackiej po centralnych i północnych Morawach. Już w 1954 roku komuniści uznali swoje poprzednie działania za niezgodne z prawem, ale nie przyczyniło się to wydatnie do powrotu Chorwatów na dawne tereny. Nawet po 1989 roku Czechosłowacja, a następnie Czechy nie starały się, aby naprawić stare krzywdy i uratować niewielką mniejszość Chorwatów przed stopniowym zanikiem.

## Miejscowości związane z morawskimi Chorwatami
- Jevišovka, dawna Charvátská (nazwa zmieniona urzędowo w 1949 r.[5])
- Nový Přerov
- Dobré Pole